# Судогодский район
Судого́дский райо́н — административно-территориальная единица (район) и муниципальное образование (муниципальный район) в центре Владимирской области России.
Административный центр — город Судогда.

## География
Площадь 2 300 км² (2-е место среди районов). Почти две трети территории покрыты лесом, основные породы — сосна, ель, осина, берёза. Основные реки — Судогда и её левые притоки — Войнинга, Сойма, Побойка; много небольших озёр пойменного и карстового происхождения. Имеются месторождения известняка.

### Природные ресурсы
Территория Судогодского района находится в пределах трех природных районов — Мещёрской низменности (запад), Судогодского Высокоречья (между Мещёрой и р. Судогда) и Ковровско-Касимовского известнякового плато (к востоку от р. Судогда).
Флора района (включая земли г. Радужный) насчитывает 834 вида сосудистых растений.

## История
- Район образован 10 апреля 1929 года в составе Владимирского округа Ивановской Промышленной области из части территорий упраздненных Владимирского и Гусевского уездов Владимирской губернии.
- На 1 января 1940 года в состав района входили город Судогда и 19 сельсоветов: Алферовский, Андреевский, Афонинский, Вольно-Артемовский, Гонобиловский, Даниловский, Дорофеевский, Исаковский, Картмазовский, Кондряевский, Краснокустовский, Ликинский, Мошенский, Муромцевский, Радиловский, Синоборский, Сойменский, Судогодский, Торжковский[3].
- С 14 августа 1944 года Судогодский район в составе Владимирской области.
- В 1945 году населённый пункт Красный Богатырь отнесен к категории рабочих поселков. Включены в состав района Александровский и Одинцовский сельсоветы Владимирского района.
- В 1947 году посёлок Андреево отнесен к категории рабочих посёлков.
- В 1954 году объединены сельсоветы: Синеборский, Торжковский и Исаковский — в Чамеревский с/с, Даниловский и Дорофеевский — в Даниловский с/с, Судогодский и Афонинский — в Судогодский с/с, Мошокский и Гонобиловский —— в Мошокский с/с, Андреевский и Ликинский — в Ликинский с/с, Краснокустовский и Радиловский — в Краснокустовский с/с.
- В 1957 году рабочий посёлок Воровского Гусь-Хрустального района передан в состав Судогодского района.
- В 1959 году упразднены сельсоветы: Алферовский с передачей его территории в состав Муромцевского с/с, Даниловский с передачей его территории в состав Чамеревского с/с, Картмазовский с передачей его территории в административное подчинение рабочего посёлка Красный Богатырь, Кондряевский с передачей его территории в состав Мошокского с/с, Краснокустовский с передачей его территории Мошокскому с/с, Одинцовский с передачей его территории в состав Александровского с/с, Сойменский с передачей его территории в состав Александровского с/с.
- 1 февраля 1963 года Судогодский район был ликвидирован, 6 сельсоветов (Александровский, Вольно-Артемовский, Ликинский, Муромцевский, Судогодский, Чамеревский) перешли во Владимирский сельский район, 1 сельсовет (Мошокский) — в Муромский сельский район. Образован Судогодский промышленный район в составе города Меленки, Судогда, рабочие посёлки Андреево, Красный Богатырь, Красная Горбатка.
- В 1964 году рабочий посёлок им. Воровского включен в состав Судогодского промышленного района.
- По Указу Президиума ВС РСФСР от 12.01.1965 года упразднен Судогодский промышленный район; образован Судогодский район (центр — город Судогда) в составе рабочих посёлков Андреево, им. Воровского, Красный Богатырь и 10 сельсоветов (Александровский, Бараковский, Вольно-Артемовский, Головинский, Ликинский, Мошокский, Муромцевский, Судогодский, Улыбышевский, Чамеревский).
- В 1967 году образован Гонобиловский с/с с включением в него части населённых пунктов Мошокского с/с.
- В 1973 году образован Сойменский с/с с включением в него части населённых пунктов Александровского с/с, центр Александровского с/с перенесен в деревню Ильино с переименованием его в Ильинский.
- В 1979 году центр Вольно-Артемовского с/с перенесен в посёлок Бег с переименованием его в Беговской с/с.
- На 1 января 1983 года в состав района входили город Судогда, 3 посёлка городского типа (Андреево, им. Воровского, Красный Богатырь) и 12 сельских советов: Бараковский, Беговской, Головинский, Ильинский, Краснокустовский, Ликинский, Мошокский, Муромцевский, Сойменский, Судогодский, Улыбышевский, Чамеревский[4].
- В 1983 году центр Судогодского с/с перенесен в деревню Лаврово с переименованием сельсовета в Лавровский[5].
- По данным 1995 года Бараковский сельсовет переименован в Вяткинский.
- В 1998 году в результате реформы все сельские советы преобразованы в сельские округа.
- В соответствии с Законом Владимирской области от 27 сентября 2002 года № 97-ОЗ[6] муниципальные образования город Судогда, посёлок Андреево, посёлок имени Воровского и посёлок Красный Богатырь были объединены с Судогодским районом (муниципальным образованием).
- В соответствии с Законом от 11 ноября 2004 года № 181-ОЗ[7] Судогодский район как муниципальное образование был наделён статусом муниципального района, в составе которого были образованы 2 городских и 1 сельское поселение.
- В соответствии с Законом Владимирской области от 13 мая 2005 года № 60-ОЗ[8], отменившим действие предыдущего закона, Судогодский район как муниципальное образование был наделён статусом муниципального района в составе 1 городского и 6 сельских поселений. Рабочие посёлки Андреево, им. Воровского и Красный Богатырь были отнесены к категории сельских населённых пунктов.

## Население
| 1929    | 1939    | 1959    | 1970    | 1979    | 1989    | 2002    | 2009    | 2010    |
| ------- | ------- | ------- | ------- | ------- | ------- | ------- | ------- | ------- |
| 43 086  | ↘41 488 | ↘38 979 | ↗48 410 | ↘45 826 | ↗45 946 | ↘44 429 | ↘41 137 | ↗41 177 |
| 2011    | 2012    | 2013    | 2014    | 2015    | 2016    | 2017    | 2018    | 2019    |
| ↘41 027 | ↘40 917 | ↘40 362 | ↘39 800 | ↘38 960 | ↘38 486 | ↘38 201 | ↘37 839 | ↘37 388 |
| 2020    | 2021    |         |         |         |         |         |         |         |
| ↘36 746 | ↘35 529 |         |         |         |         |         |         |         |

### Урбанизация
В городских условиях (город Судогда) проживают 29,29 % населения района.

### Национальный состав
По итогам переписи населения 2020 года проживали следующие национальности (национальности менее 0,1 % и другое, см. в сноске к строке «Другие»):
| Национальность | Численность, чел. | Доля     |
| -------------- | ----------------- | -------- |
| Русские        | 32 114            | 90,39 %  |
| Армяне         | 130               | 0,37 %   |
| Украинцы       | 103               | 0,29 %   |
| Таджики        | 76                | 0,21 %   |
| Узбеки         | 56                | 0,16 %   |
| Цыгане         | 46                | 0,13 %   |
| Мордва         | 41                | 0,12 %   |
| Азербайджанцы  | 37                | 0,10 %   |
| Другие         | 2926              | 8,23 %   |
| Итого          | 35 529            | 100,00 % |

## Муниципально-территориальное устройство
В Судогодский район как муниципальный район входят 7 муниципальных образований, в том числе 1 городское и 6 сельских поселений:
| №        | Муниципальное образование | Административный центр | Количество населённых пунктов | Население | Площадь, км2 |
| -------- | ------------------------- | ---------------------- | ----------------------------- | --------- | ------------ |
| 1e-06    | Городское поселение:      |                        |                               |           |              |
| 1        | город Судогда             | город Судогда          | 1                             | ↗10 408   | 12,41        |
| 1.000002 | Сельские поселения:       |                        |                               |           |              |
| 2        | Андреевское               | посёлок Андреево       | 16                            | ↗6892     | 552,39       |
| 3        | Вяткинское                | деревня Вяткино        | 28                            | ↗3910     | 210,44       |
| 4        | Головинское               | посёлок Головино       | 66                            | ↘4432     | 346,44       |
| 5        | Лавровское                | деревня Лаврово        | 42                            | ↗2394     | 309,46       |
| 6        | Мошокское                 | село Мошок             | 23                            | ↘3652     | 432,76       |
| 7        | Муромцевское              | посёлок Муромцево      | 29                            | ↘3841     | 304,13       |

## Населённые пункты
В районе 205 населённых пунктов:
| №   | Населённый пункт              | Тип     | Население | Муниципальное образование |
| --- | ----------------------------- | ------- | --------- | ------------------------- |
| 1   | Авдотьино                     | деревня | →4        | Головинское               |
| 2   | Аксёново                      | деревня | ↘10       | Лавровское                |
| 3   | Александрово                  | село    | ↗7        | Головинское               |
| 4   | Алфёрово                      | деревня | ↗19       | Головинское               |
| 5   | Алфёрово                      | деревня | ↗43       | Муромцевское              |
| 6   | Андреево                      | посёлок | ↘3470     | Андреевское               |
| 7   | Аннино                        | деревня | ↗2        | Лавровское                |
| 8   | Афонино                       | деревня | ↘30       | Муромцевское              |
| 9   | Байгуши                       | деревня | ↗135      | Вяткинское                |
| 10  | Бараки                        | деревня | ↘770      | Вяткинское                |
| 11  | Баркино                       | деревня | ↘8        | Мошокское                 |
| 12  | Бахтино                       | деревня | ↗17       | Андреевское               |
| 13  | Башево                        | деревня | ↘12       | Муромцевское              |
| 14  | Бег                           | посёлок | ↘340      | Муромцевское              |
| 15  | Бережки                       | деревня | ↘13       | Муромцевское              |
| 16  | Богданцево                    | деревня | ↗18       | Лавровское                |
| 17  | Бокуша                        | деревня | ↗29       | Лавровское                |
| 18  | Болотский                     | посёлок | ↘551      | Андреевское               |
| 19  | Большая Козловка              | деревня | ↗9        | Андреевское               |
| 20  | Борисоглеб                    | село    | ↗6        | Вяткинское                |
| 21  | Брыкино                       | деревня | ↗34       | Андреевское               |
| 22  | Брыкино                       | деревня | ↗6        | Головинское               |
| 23  | Бурлыгино                     | деревня | ↘66       | Головинское               |
| 24  | Бучково                       | деревня | →0        | Головинское               |
| 25  | Быково                        | деревня | ↗24       | Лавровское                |
| 26  | Ванеевка                      | деревня | ↗10       | Вяткинское                |
| 27  | Варварино                     | деревня | →0        | Головинское               |
| 28  | Васильево                     | деревня | ↗11       | Андреевское               |
| 29  | Вёжки                         | деревня | ↘20       | Мошокское                 |
| 30  | Веригино                      | деревня | ↗30       | Головинское               |
| 31  | Верхняя Занинка               | деревня | →40       | Вяткинское                |
| 32  | Вольная Артёмовка             | деревня | ↘152      | Муромцевское              |
| 33  | Высоково                      | деревня | ↗54       | Вяткинское                |
| 34  | Вяткино                       | деревня | ↗1694     | Вяткинское                |
| 35  | Гладышево                     | деревня | ↘28       | Мошокское                 |
| 36  | Глебово                       | деревня | →0        | Лавровское                |
| 37  | Головино                      | посёлок | ↘2962     | Головинское               |
| 38  | Гонобилово                    | деревня | ↘183      | Мошокское                 |
| 39  | Горки                         | деревня | ↘96       | Муромцевское              |
| 40  | Горячево                      | деревня | ↘6        | Мошокское                 |
| 41  | Гридино                       | деревня | ↗239      | Вяткинское                |
| 42  | Гридино                       | деревня | →0        | Головинское               |
| 43  | Даниловка                     | деревня | ↗31       | Лавровское                |
| 44  | Данильцево                    | деревня | ↘8        | Муромцевское              |
| 45  | Дворишнево                    | деревня | ↗41       | Муромцевское              |
| 46  | Демидово                      | деревня | →0        | Лавровское                |
| 47  | Демухино                      | деревня | ↘12       | Мошокское                 |
| 48  | Дорофеево                     | деревня | ↗47       | Лавровское                |
| 49  | Дубёнки                       | деревня | ↘17       | Муромцевское              |
| 50  | Ефимовская                    | деревня | ↗23       | Головинское               |
| 51  | Жарки                         | деревня | ↘2        | Головинское               |
| 52  | Железниково                   | деревня | ↗3        | Головинское               |
| 53  | Жуковка                       | деревня | ↘13       | Муромцевское              |
| 54  | Загорье                       | деревня | ↗78       | Лавровское                |
| 55  | Захарово                      | деревня | →74       | Головинское               |
| 56  | Заястребье                    | село    | ↗30       | Муромцевское              |
| 57  | Игнатьево                     | деревня | →0        | Мошокское                 |
| 58  | Ильино                        | деревня | ↘285      | Головинское               |
| 59  | Инютино                       | деревня | ↗14       | Головинское               |
| 60  | Исаково                       | деревня | ↗22       | Лавровское                |
| 61  | Кадыево                       | деревня | ↗36       | Вяткинское                |
| 62  | Каменец                       | деревня | ↘37       | Головинское               |
| 63  | Карево                        | деревня | ↘6        | Мошокское                 |
| 64  | Карпово                       | деревня | ↗8        | Лавровское                |
| 65  | Картмазово                    | село    | ↘138      | Андреевское               |
| 66  | Кашманово                     | деревня | ↗5        | Головинское               |
| 67  | Кисельница                    | деревня | ↗15       | Лавровское                |
| 68  | Клавдино                      | деревня | →0        | Муромцевское              |
| 69  | Климовская                    | деревня | ↘12       | Головинское               |
| 70  | Клины                         | деревня | →14       | Головинское               |
| 71  | Колесня                       | деревня | ↘17       | Лавровское                |
| 72  | Колычево                      | деревня | ↘65       | Мошокское                 |
| 73  | Комары                        | деревня | ↗13       | Головинское               |
| 74  | Кондряево                     | деревня | ↘253      | Мошокское                 |
| 75  | Конюшино                      | деревня | ↗13       | Вяткинское                |
| 76  | Коняево                       | деревня | ↘15       | Головинское               |
| 77  | Коняево                       | деревня | ↘61       | Вяткинское                |
| 78  | Коняево                       | посёлок | ↘100      | Вяткинское                |
| 79  | Кордон Мошокского лесничества | кордон  | ↘7        | Мошокское                 |
| 80  | Коростелёво                   | деревня | ↘18       | Вяткинское                |
| 81  | Коростелиха                   | деревня | ↗6        | Муромцевское              |
| 82  | Костино                       | деревня | ↘6        | Муромцевское              |
| 83  | Кострово                      | деревня | ↘0        | Головинское               |
| 84  | Кощеево                       | деревня | ↘6        | Головинское               |
| 85  | Кощухино                      | деревня | ↗1        | Лавровское                |
| 86  | Красная Горка                 | деревня | ↗23       | Головинское               |
| 87  | Красный Богатырь              | посёлок | ↘930      | Андреевское               |
| 88  | Красный Куст                  | посёлок | ↘330      | Мошокское                 |
| 89  | Кудрявцево                    | деревня | ↘2        | Муромцевское              |
| 90  | Лаврово                       | деревня | ↗726      | Лавровское                |
| 91  | Ладога                        | деревня | ↗3        | Вяткинское                |
| 92  | Ликино                        | село    | ↗779      | Андреевское               |
| 93  | Лисавино                      | деревня | ↗5        | Головинское               |
| 94  | Лобаново                      | деревня | ↘24       | Лавровское                |
| 95  | Лукинского дома инвалидов     | посёлок | ↘22       | Головинское               |
| 96  | Лукинское                     | село    | ↗10       | Головинское               |
| 97  | Луньково                      | деревня | ↗16       | Головинское               |
| 98  | Лухтоново                     | деревня | ↘154      | Лавровское                |
| 99  | Льнозавод                     | посёлок | ↘31       | Головинское               |
| 100 | Малахово                      | деревня | ↗26       | Вяткинское                |
| 101 | Малая Козловка                | деревня | ↘3        | Лавровское                |
| 102 | Марюхино                      | деревня | →8        | Головинское               |
| 103 | Маслово                       | деревня | ↗7        | Лавровское                |
| 104 | Медведцево                    | деревня | ↘0        | Муромцевское              |
| 105 | Митино                        | деревня | ↘9        | Мошокское                 |
| 106 | Митрошино                     | деревня | ↗9        | Головинское               |
| 107 | Митькино                      | деревня | ↗2        | Головинское               |
| 108 | Михалёво                      | деревня | ↗4        | Головинское               |
| 109 | Михалёво                      | деревня | ↗27       | Лавровское                |
| 110 | Мичурино                      | деревня | ↗40       | Лавровское                |
| 111 | Мордасово                     | деревня | ↘1        | Головинское               |
| 112 | Мостищи                       | деревня | ↗9        | Андреевское               |
| 113 | Мошок                         | село    | ↘986      | Мошокское                 |
| 114 | Муромцево                     | посёлок | ↘2673     | Муромцевское              |
| 115 | Мызино                        | деревня | ↘25       | Лавровское                |
| 116 | Мызинского торфопредприятия   | посёлок | →0        | Лавровское                |
| 117 | Нагорное                      | деревня | ↗13       | Лавровское                |
| 118 | Натальинка                    | деревня | ↘10       | Лавровское                |
| 119 | Неврюево                      | деревня | ↗23       | Вяткинское                |
| 120 | Непейцыно                     | деревня | ↘15       | Андреевское               |
| 121 | Нижняя Занинка                | деревня | ↘12       | Вяткинское                |
| 122 | Никитино                      | деревня | ↘7        | Головинское               |
| 123 | Никольское                    | деревня | ↗1        | Мошокское                 |
| 124 | Новая                         | деревня | ↘248      | Андреевское               |
| 125 | Новое Полхово                 | деревня | ↗96       | Лавровское                |
| 126 | Новое Чубарово                | деревня | →0        | Лавровское                |
| 127 | Новокарповка                  | деревня | ↘5        | Вяткинское                |
| 128 | Ново-Петрово                  | деревня | ↘137      | Вяткинское                |
| 129 | Овсяниково                    | деревня | ↘22       | Муромцевское              |
| 130 | Овсянниково                   | деревня | ↘100      | Головинское               |
| 131 | Овцыно                        | деревня | ↘98       | Головинское               |
| 132 | Огорелкино                    | деревня | →0        | Головинское               |
| 133 | Одинцово                      | деревня | →0        | Головинское               |
| 134 | Озяблицы                      | деревня | ↘7        | Мошокское                 |
| 135 | Павловка                      | деревня | →0        | Мошокское                 |
| 136 | Павловская                    | деревня | ↗10       | Вяткинское                |
| 137 | Панфилово                     | деревня | ↘0        | Головинское               |
| 138 | Патрикеево                    | деревня | ↗5        | Головинское               |
| 139 | Пеньки                        | деревня | ↘11       | Головинское               |
| 140 | Передел                       | деревня | ↗35       | Муромцевское              |
| 141 | Передел                       | посёлок | ↘125      | Муромцевское              |
| 142 | Петрово                       | деревня | ↗4        | Головинское               |
| 143 | Пивоварово                    | деревня | →0        | Мошокское                 |
| 144 | Пигасово                      | деревня | ↘2        | Головинское               |
| 145 | Пищальниково                  | деревня | →0        | Мошокское                 |
| 146 | Погребищи                     | деревня | ↗94       | Вяткинское                |
| 147 | Поддол                        | деревня | ↗15       | Лавровское                |
| 148 | Полушкино                     | деревня | ↘2        | Головинское               |
| 149 | Попелёнки                     | деревня | ↗17       | Лавровское                |
| 150 | Посёлок имени Воровского      | посёлок | ↘1660     | Мошокское                 |
| 151 | Преображенский                | хутор   | →0        | Андреевское               |
| 152 | Прокунино                     | деревня | ↗6        | Головинское               |
| 153 | Прокунино                     | деревня | ↘22       | Муромцевское              |
| 154 | Проскуринская                 | деревня | ↘1        | Вяткинское                |
| 155 | Рагузино                      | деревня | ↘8        | Муромцевское              |
| 156 | Радилово                      | деревня | ↘10       | Мошокское                 |
| 157 | Разлукино                     | деревня | ↗20       | Головинское               |
| 158 | Райки                         | деревня | ↘7        | Муромцевское              |
| 159 | Рогово                        | деревня | ↘6        | Головинское               |
| 160 | Рыжиково                      | деревня | ↗1        | Головинское               |
| 161 | Рычково                       | деревня | ↘2        | Головинское               |
| 162 | Синицыно                      | деревня | →10       | Мошокское                 |
| 163 | Слащёво                       | деревня | ↗29       | Лавровское                |
| 164 | Смыково                       | деревня | ↗63       | Лавровское                |
| 165 | Сойма                         | деревня | ↘348      | Головинское               |
| 166 | Соколово                      | деревня | ↘9        | Вяткинское                |
| 167 | Сорокино                      | деревня | ↘0        | Муромцевское              |
| 168 | Спас-Беседа                   | село    | ↗16       | Лавровское                |
| 169 | Спас-Купалище                 | село    | →34       | Лавровское                |
| 170 | Спирино                       | деревня | ↗2        | Головинское               |
| 171 | Станки                        | деревня | ↗9        | Вяткинское                |
| 172 | Стариково                     | деревня | ↘5        | Головинское               |
| 173 | Старое Кубаево                | деревня | ↘0        | Андреевское               |
| 174 | Старое Полхово                | деревня | ↗140      | Лавровское                |
| 175 | Старое Чубарово               | деревня | ↗25       | Лавровское                |
| 176 | Степаново                     | деревня | ↘100      | Муромцевское              |
| 177 | Степачёво                     | деревня | ↗3        | Муромцевское              |
| 178 | Студенцово                    | деревня | ↗7        | Головинское               |
| 179 | Судогда                       | город   | ↗10 408   | город Судогда             |
| 180 | Суховка                       | деревня | ↗33       | Лавровское                |
| 181 | Телесниково                   | деревня | ↗9        | Головинское               |
| 182 | Тимерёво                      | деревня | ↘7        | Лавровское                |
| 183 | Тимофеевская                  | деревня | ↗6        | Головинское               |
| 184 | Тихоново                      | деревня | ↘2        | Головинское               |
| 185 | Толстово                      | деревня | ↘1        | Головинское               |
| 186 | Торжково                      | деревня | ↗12       | Лавровское                |
| 187 | Травинино                     | деревня | ↘37       | Муромцевское              |
| 188 | Трофимовка                    | деревня | ↗25       | Лавровское                |
| 189 | Трухачёво                     | деревня | ↗20       | Лавровское                |
| 190 | Турово                        | деревня | ↘5        | Головинское               |
| 191 | Тюрмеровка                    | посёлок | ↘633      | Андреевское               |
| 192 | Улыбышево                     | деревня | ↘88       | Вяткинское                |
| 193 | Улыбышево                     | посёлок | ↘262      | Вяткинское                |
| 194 | Ушаково                       | деревня | ↘0        | Муромцевское              |
| 195 | Фрязино                       | деревня | ↘21       | Вяткинское                |
| 196 | Хохлачи                       | деревня | ↘38       | Головинское               |
| 197 | Цветково                      | деревня | ↘2        | Головинское               |
| 198 | Чамерево                      | село    | ↘531      | Лавровское                |
| 199 | Черепово                      | деревня | ↘0        | Головинское               |
| 200 | Черепухино                    | деревня | ↘1        | Головинское               |
| 201 | Черниговка                    | деревня | →0        | Головинское               |
| 202 | Шипилово                      | деревня | ↘14       | Головинское               |
| 203 | Шустово                       | деревня | ↘51       | Мошокское                 |
| 204 | Языково                       | село    | →48       | Андреевское               |
| 205 | Якушево                       | деревня | ↗34       | Вяткинское                |

## Экономика
Основные отрасли промышленности — стекольная, химическая, лесная, производство строительных материалов. Основные отрасли сельского хозяйства — молочно-мясное животноводство, производство зерна и картофеля.

## Транспорт
Основные транспортные магистрали — автомобильные дороги Р72 Владимир — Муром — Арзамас и Р73 Владимир — Гусь-Хрустальный — Тума. Имеется грузовая железная дорога Волосатая — Нерудная. Участок Нерудная — Судогда разобран.
Имеется действующая самолётная посадочная площадка Суховка, расположенная западнее одноимённой деревни

## Достопримечательности
- Дворцово-парковый ансамбль в селе Муромцево (3 км к югу от Судогды) — бывшей усадьбе полковника Гусарского Его Величества лейб-гвардии полка В. С. Храповицкого. С 2013 года в ведении Владимиро-Суздальского музея-заповедника.
- Муниципальное учреждение культуры Судогодского района «Дом народного творчества» (Судогда, ул. Ленина, 10).
- Судогодский краеведческий музей (Судогда, ул. Ленина, 65).
- Среди увлекающихся альпинизмом людей хорошо известны Дюкинские карьеры, которые представляют собой огромные котлованы, некогда бывшие карьерами для добычи доломита. Тренировки проводятся на обрывах высотой до нескольких десятков метров.
- Дендрологическая научно-исследовательская опытная станция «Полесье» (http://www.polesie.su/)
- В Судогде — храм Александра Невского и Екатерининский собор, здания Городской Думы и Реального училища.
- Мемориал лесоводу Карлу Тюрмеру в посёлке Тюрмеровка.
- Музей ремёсел и быта «Синеборье» в селе Чамерево.